# شنونيات
الشنونيات (الاسم العلمي: Channoidei) هي رتيبة من الأسماك تتبع الرتبة الفرخيات من طائفة شعاعيات الزعانف.

## التصنيف
- رتيبة الشنونيات
  - فصيلة الشنات
    - الشنة